# Египетский фаянс
Египетский фаянс — изделия из глазурованной кварцевой фритты или толчёного кварца, покрытой стекловидной щелочной глазурью. Египетское слово для фаянса было «tjehenet», что означает «мерцание» или «сияние», и считалось, что фаянс отражал свет бессмертия. Процесс изготовления фаянса впервые был разработан в Месопотамии, но высшего уровня достиг именно в Египте. Некоторые из величайших фаянсовых мастеров древности были финикийцами из Тира и Сидона. Они были очень искусны в изготовлении стекла, и считается, что именно они изобрели первый фаянс. Египтяне взяли финикийскую технику и улучшили её, создав произведения искусства, которые и в наши дни интригуют и очаровывают. Термин «глазурованная керамика», часто применяемый при описании египетского фаянса, совершенно непригоден и только вводит в заблуждение, так как керамика изготавливается из глины, формуется в мокром состоянии и приобретает твёрдость в результате обжига.

### Основа для фаянса
Всего же за весь период производства применялось три различных вещества для основы: толчёный кварц, высококремнистая глина и обычная глина, и две глазури — щелочная и свинцовая. Со временем производство фаянса удешевлялось. Известны три метода формирования основы фаянсовых объектов: моделирование, формовка и абразивная обработка (сочетавшаяся с первыми двумя). Эти три метода наиболее широко использовались в додинастические и протодинастические времена. Только к концу Среднего Царства появляются инкрустационные методы, которые потом переходят в Новое царство: бусины, амулеты и кольца, которые производятся методами моделирования и формования. В период Нового Царства скульптурные детали создаются уже с использованием инкрустаций различного цветного фаянса, чтобы выявить белый промежуточный слой в рельефе. Форму для модели делали из глины и обжигали. Затем в эту пресс-форму закладывали фаянсовую пасту и после её высыхания перед обжигом повторно обрабатывали поверхность истиранием. Формы облегчали массовое производство фаянсовых предметов, таких как кольца и вставки из амулетов, о чём свидетельствуют тысячи этих мелких артефактов и глиняных форм, раскопанные в Телль-эль-Амарне.

### Состав и технология изготовления
На начальном этапе изготовления смесь фаянса очень толстая, только после формирования она становится мягкой и тягучей. Это свойство объясняет песчаные осадки, возникающие при смачивании материала, что делает фаянс сложным материалом для удерживания формы. Вещество основы всегда имеет зернистую структуру; обычно оно рыхло или даже очень рыхло. Если давление будет слишком энергичным, этот материал даст трещину из-за его ограниченной пластической деформации. Материал основы, как мелко- так и крупнозернистый, при рассмотрении под микроскопом оказывается состоящим из острых зерен кварца без какой-либо примеси других веществ. В сыром состоянии фритту формовали, придавая приблизительные очертания и только после высыхания доделывали. Статуи и крупные предметы изготавливались от руки или по частям, перед глазурованием собирались и склеивались с помощью кремнистой пасты. Каждая статуя изготовлялась на каркасе из деревянных стержней, на которые слоями налепляли массу, служившую материалом для сердцевины фаянса. Глазурь же наносилась в достаточно густом, но текучем состоянии уже в самом конце.

### Обжиг
Считается, что фаянс обжигался при температурах 800—1000 °C. Именно при такой температуре фаянсовые частицы вступали в контакт друг с другом во время обжига и сплавлялись, что значительно облегчало работу.

### Цвет и его символика
Чаще всего применялась синяя, зеленая или зеленовато-синяя, а иногда фиолетовая, белая, жёлтая и двуцветная или многоцветная глазурь. Она является стеклом того же состава, что и древнее стекло, но процент извести (окиси кальция) в ней ниже, а окиси кремния — выше, чем в древнем стекле, а цвет глазури объясняется присутствием какого-то соединения меди. Есть несколько версий, почему чаще всего применялась именно синяя или зелёноватая глазурь. По словам археолога Дэвида Фредерика Гросса, стремление подражать драгоценным камням «объясняет, почему большинство ранних стёкол непрозрачны, блестящи и окрашены»; наиболее востребованным, вероятно, был самый глубокий синий цвет, имитирующий лазурит. Символизм, вложенный в синее остекление, ассоциируется с Нилом, небом или домом богов, в то время как зелёный вызывает образы возрождения и растительности.

### Изделия из фаянса
Фаянс изготовлялся с додинастического периода до XIV века н. э. и был очень широко использован для небольших предметов типа бисера или мелких статуэток. Самыми популярными предметами обычно были скарабеи и фигурки Ушебти. Большими изделиями обычно были чашки и миски, а также настенные плитки, в основном использовавшиеся для храмов.
Среди самых известных фаянсовых скульптур — голубой бегемот, который ещё известен как «Уильям», в настоящее время экспонируется в Музее искусств Метрополитен (Нью-Йорк, США).
Фигура была сформирована из фаянса и украшена речными и болотными растениями, которые представляли естественную среду обитания бегемота. Бегемот считался чрезвычайно опасным животным, и иногда его образ использовался для защиты умершего в загробной жизни. Однако душа мёртвого человека также нуждалась в защите от гиппопотама. В случае с «Уильямом» три его ноги были целенаправленно разбиты после того, как статуя была завершена, поэтому он не сможет бежать за Сэнби II в загробную жизнь и причинить ему вред.

### Фаянсовые мастерские
Самые ранние свидетельства фаянсовой мастерской были обнаружены в Абидосе и датированы 5500 годом до нашей эры. Там были найдены ряды круглых ям, очевидно остатков печей. Слои древней золы в ямах свидетельствуют о непрерывном использовании печей на протяжении многих лет. Также обнаружены небольшие глиняные шарики, и считается, что они, возможно, использовались в качестве поверхности, на которой факельные шарики обжигались в печах. Имена фаянсовых мастеров теряются в истории, за исключением одного человека, Рехамуна, который был известен как «Создатель волшебства Амона», а другой, известный как Дебени, надзиратель фаянсовых рабочих.

### Другие виды фаянса

#### Черный фаянс
Известно лишь несколько находок черного фаянса, а именно небольшой изразец и несколько маленьких плиток от мозаики эпохи III династии из Саккара; маленькие бусины раннединастического периода, мозаика из Амарны (XVIII династия) и Кантира (XIX династия) и плакеты из дворца Рамзеса III в Мединет-Абу (XX династия). Во всех исследованных образцах сердцевина была либо темно-серой, либо темно-коричневой и состояла из обычного толченого кварца, окрашенного окисью железа. Вполне вероятно, что окись железа прибавлялась умышленно, отчего это вещество и может рассматриваться как отдельный вариант.

#### Красный фаянс
В очень редких случаях красным фаянсом бывает обыкновенный фаянс с красной глазурью, нанесенной на белую основу. Примерами такого красного фаянса могут служить две небольшие продолговатые плитки и несколько фрагментов плиток времён III династии из Саккары, находящиеся в настоящее время в Каирском музее, а также два образца эпохи XVIII династии из Амарны. Анализ ряда образцов показал, что сердцевина их состояла из очень мелкого толчёного красного порошка, оказавшегося кварцем, окрашенным красной окисью железа. Сравнение с образцами красного кварцевого песка показало, что вещество основы фаянса не является естественным мелкоистолчённым красным песком (то есть красным кварцевым порошком), а представляет собою искусственную смесь кварца с красной охрой или какой-нибудь другой окисью железа.

#### Фаянс с дополнительным слоем
Вид фаянса, в котором между основой и покрывающей ее глазурью имеется еще дополнительный слой.
Он был обнаружен лишь в одном из нескольких сотен образцов XVIII династии, а именно на обломке синего изразца из Дейр-эль-Бахри, и на нескольких недатированных образцах, возможно, той же династии. Что же касается способа нанесения этого «особого» слоя, состоящего из чрезвычайно мелко истолченного порошка кварца, то опыты показали, что крепко пристающий белый слой любой толщины может быть образован из смеси тончайшего кварцевого порошка с раствором природной кристаллической соды при последующих сушке и обжиге. Ввиду пористости вещества основы эта смесь не должна была быть слишком вязкой (иначе вследствие поглощения воды кварцем она настолько загустевает, что не накладывается ровным слоем), и, если ею аккуратно облить изделие, она образует ровный слой с гладкой поверхностью и крепко держится после сушки и обжига.

#### Фаянс с твердой синей или зеленой сердцевиной
У этой разновидности фаянса сердцевина из зернистого кварца обычно бывает более твердой, чем у обыкновенного фаянса, а иногда даже очень твердой; она окрашена в синий или зеленый цвет и всегда покрыта отчётливо выделяющейся глазурью того же цвета, что и основа, хотя обычно более светлого оттенка.

#### Стекловидный фаянс
Этот вид имеет весьма зернистую структуру и состоит из вещества, которое за недостатком лучшего термина можно назвать «неполноценным стеклом»; то есть это такого рода стекло, в котором процент щелочи слишком мал для полного соединения с кварцем, в результате чего при обжиге происходит лишь частичное сплавление зерен кварца, значительное количество которых остается в несвязанном состоянии и лишь механически вкраплено в основную стекловидную массу. Поскольку это вещество, несомненно, не является фаянсом, а представляет собою разновидность стекла, хотя это еще не обычное стекло, термины «стекловидный фаянс» или «неполноценное стекло», как нам кажется, наиболее удачно характеризуют его природу и состав.